# Teatr im. Andreasa Gryphiusa w Głogowie
Teatr im. Andreasa Gryphiusa w Głogowie – klasycystyczny budynek teatralny, znajdujący się w Głogowie, w centralnej części Starego Miasta, w sąsiedztwie ratusza. Powstał w 1799 roku według projektu Christiana Valentina Schultzego jako siedziba teatru wielodziałowego, oferującego kilka gatunków scenicznych jednocześnie. Teatr w budynku funkcjonował niemal do końca II wojny światowej, kiedy to gmach wraz z całym miastem został zniszczony wskutek radzieckiej ofensywy na Głogów. W późniejszych dekadach kilkukrotnie pojawiały się różne koncepcje odbudowy głogowskiego teatru, jednak żadna z nich nie została zrealizowana. Ostatecznie budynek odbudowano do stanu sprzed zniszczenia w latach 2017–2019 z przeznaczeniem na siedzibę filii Miejskiego Ośrodka Kultury i zarazem miejsce organizowania koncertów oraz spektakli, a także konferencji.

## Historia

### Budowa i działalność
W 2. połowie XVIII wieku w śląskich miastach dojrzewała idea budowy odrębnych pomieszczeń przeznaczonych do organizowania przedstawień teatralnych. U schyłku tamtego stulecia w wielu miastach powstawały towarzystwa krzewiące kulturę teatralną, tzw. Theaterbetrieb, które inspirowały budowę lub adaptację sal przeznaczonych na inscenizacje teatralne i koncerty. Również dyrektorzy wędrownych trup teatralnych dążyli do rezygnacji z działalności objazdowej na rzecz wystawiania spektakli w sezonie głównym – o ile było to możliwe, w jednej miejscowości.
W Głogowie nie było wówczas odpowiedniego lokalu dla celów teatralnych. Przedstawienia odgrywano najczęściej w sali redutowej budynku, który w latach 1774–1775 powstał na miejscu wyburzonych ław miejskich. Możliwości lokalowe sali redutowej były jednak skromne. Na początku 1798 roku do Głogowa z Jawora przyjechał dyrektor teatralny Johann Faller, noszący się z zamiarem uzyskania specjalnej koncesji na występy. Czynił on również starania o urządzenie w mieście stałej sceny. Sala redutowa była do tego celu za mała, brana pod uwagę zaś przebudowa miejskiego magazynu soli wiązała się ze zbyt wysokimi kosztami. Pod koniec listopada 1798 roku szef departamentu budownictwa przy głogowskiej Kamerze Wojenno-Dominialnej Christian Valentin Schultze wystąpił z własną propozycją. Przewidywała ona nadbudowanie piętra nad salą redutową z przeznaczeniem go na osobne pomieszczenie dla celów teatralnych. Schultze argumentował, że wobec grożącego tam zawalenia się więźby dachowej i tak w niedługim czasie należałoby powziąć środki zaradcze, w związku z czym przedsięwzięcie będzie finansowo korzystne. W liście z 11 stycznia 1799 roku Schultze przedstawił do zatwierdzenia projekt i kosztorys budowy. W kosztorysie uwzględnił nadbudowanie niskiego piętra, budowę nowych ciągów kominowych, podparcie fasady zachodniej skarpami, zaś wschodniej potężnym ryzalitem na osi skarpy. Zaproponował też nowe opracowanie architektoniczne fasad w stylu klasycystycznym, opartym na architektonicznych wzorach z Poczdamu i Berlina. Koszt prac oszacował na 2 tysiące talarów. Plany Schultzego znalazły poparcie w Kamerze Wojenno-Dominialnej, która 2 lutego 1799 roku zgłosiła natychmiastową gotowość do zapewnienia współpracowników i robotników budowlanych. W kwietniu 1799 roku przystąpiono do prac, którymi kierował sam Schultze. Już w grudniu przebudowa została zakończona. Wykonano ją w całości, choć dość znacznie przekroczono zaplanowane koszty.
Na początku XIX wieku Głogów był drugim po Wrocławiu miastem na Śląsku mającym własny teatr. Występy w nim odbywały się zwykle tylko w sezonach zimowych. Głogowska instytucja była teatrem wielodziałowym, oferującym kilka gatunków scenicznych jednocześnie. Od rozpoczęcia działalności do 1933 roku teatr miał stały zespół operowy i teatralny, a od lat 20. XIX wieku występowały w nim także obce zespoły teatralne i operowe. Od 1870 roku na znaczeniu zyskał zwłaszcza zespół operowy i operetkowy. Poza sztukami w głogowskim teatrze wystawiano także balet. Występowali w nim ponadto artyści światowej klasy. W marcu 1843 roku odbył się w nim koncert pianisty i kompozytora Ferenca Liszta. Parter budynku był wykorzystywany do handlu mięsem.
Pierwotna sala teatralna głogowskiego obiektu była niska, ciasna i duszna. W 1839 roku usunięto strop pomiędzy pomieszczeniami na piętrze i salą teatralną powyżej, a także zbudowano loggię i amfiteatr z kurtyną. W wyniku tych działań powstała duża sala, a obiekt nazwano teatrem miejskim. W 1859 roku schody z wewnętrznej części budynku przeniesiono na zewnątrz.
Na początku lat 60. XIX wieku poeta Karl Eduard von Holtei zasugerował wzniesienie w Głogowie pomnika Andreasa Gryphiusa. W 1861 roku wygłosił on wykład na temat żartobliwej gry chłopskiej Die geliebte Dornrose (pol. „Ukochany kolec róży”), z którego dochód stanowił podstawę funduszu budowy monumentu. Dwa lata później komisja głogowskiego magistratu i towarzystwo naukowe zadecydowały o stworzeniu popiersia Gryphiusa i ustawieniu go nad głównym wejściem do teatru miejskiego. 16 lipca 1864 roku, w rocznicę śmierci Andreasa Gryphiusa, dokonano uroczystego odsłonięcia jego popiersia, wykonanego przez wrocławskiego rzeźbiarza Michaelisa.
W 1867 roku w teatrze zainstalowano oświetlenie gazowe (wcześniej wykorzystywano lampy naftowe). W latach 1926–1928 przeprowadzono gruntowną przebudowę budynku, w ramach której zburzono schody zewnętrzne, a wewnątrz w miejscu loggii zbudowano żelbetowy balkon i zamontowano scenę obrotową. Po przebudowie widownia teatru liczyła 453 miejsca.

### Zniszczenie, plany odbudowy i odbudowa

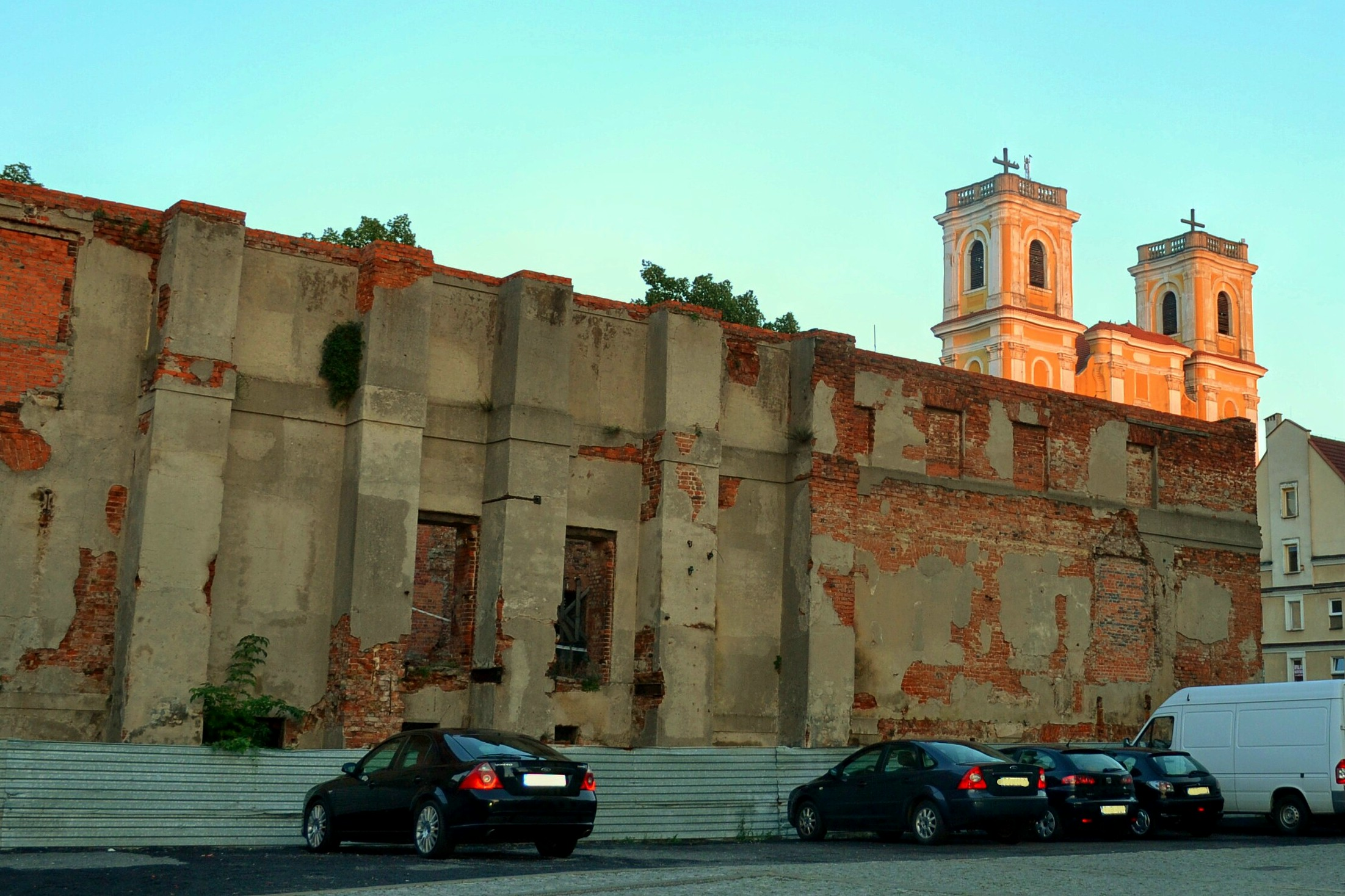
Zachodnia elewacja teatru w stanie ruiny w 2012 roku

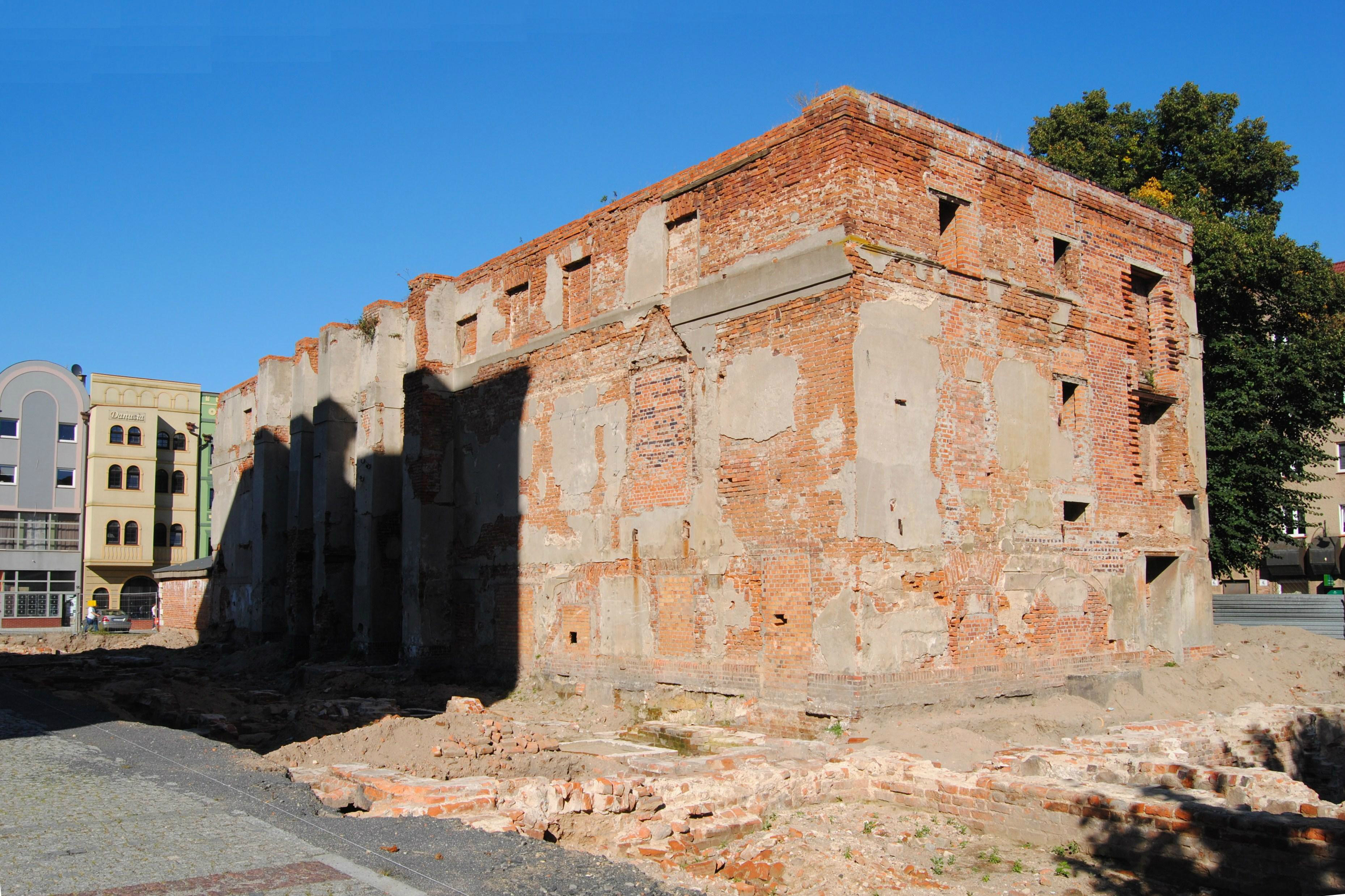
Ruiny teatru od strony zachodniej w 2016 roku

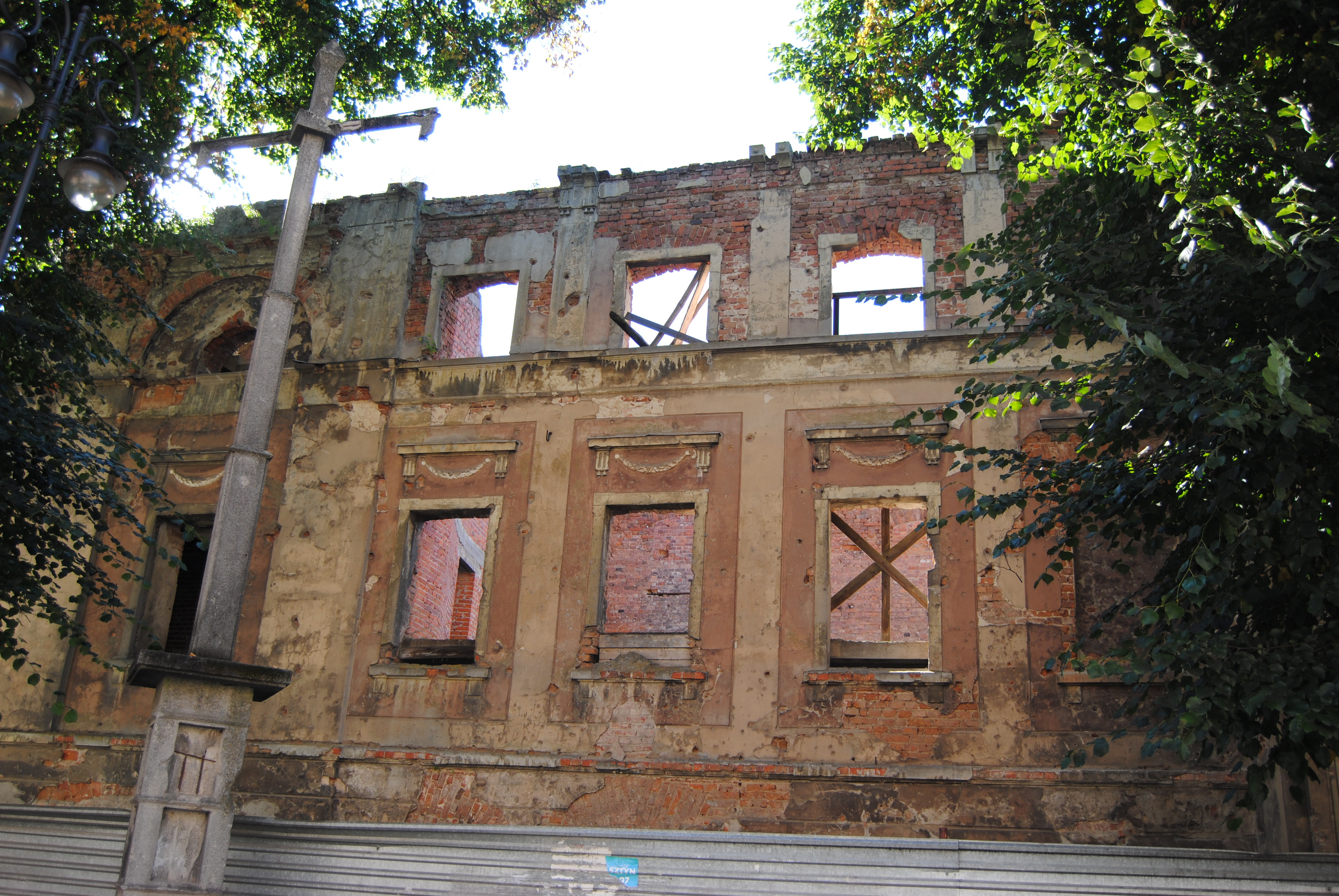
Wschodnia elewacja w 2016 roku

Teatr w Głogowie funkcjonował nieprzerwanie niemal do końca II wojny światowej, a ostatni spektakl odbył się w grudniu 1944 roku. Kilka tygodni później w wyniku radzieckiej ofensywy na Głogów budynek, podobnie jak całe miasto, został zniszczony.
Pierwsza koncepcja odbudowania gmachu pojawiła się w 1959 roku i zakładała ulokowanie w odtworzonym obiekcie kina na około 300 miejsc, a także sceny do wystawiania sztuk teatralnych. Inwestycję planowano zakończyć trzy lata później, lecz ostatecznie nie doszło do jej rozpoczęcia – zamiast tego budynek został odgruzowany, a w jego parterowych pomieszczeniach utworzono garaże, w których gromadzony był sprzęt przedsiębiorstwa rozbiórkowego. W 1976 roku wystąpiono z pomysłem odbudowy teatru oraz sąsiadującego z nim ratusza i połączenia obu budynków szklanym łącznikiem. Budynek teatru miał się stać siedzibą placówki kulturalnej o nazwie „Dom Młodego Górnika”. Przedsięwzięcie nie doczekało się jednak realizacji z powodu zbyt wysokich kosztów, szacowanych na prawie 170 milionów złotych. Kolejny pomysł na odbudowę głogowskiego teatru pojawił się w 1988 roku. W odbudowanym budynku miały się znaleźć: „Dom Hutnika”, sala teatralna, siedziba Naczelnej Organizacji Technicznej, księgarnia i kawiarnia, ale i tym razem plany spełzły na niczym.
Temat odbudowy teatru powrócił ponownie w 1991 roku za sprawą powołania przez radę miejską Fundacji Odbudowy Teatru im. Andreasa Gryphiusa. W 1994 roku fundacja ogłosiła konkurs na projekt odbudowy, który wygrała Pracownia Konserwacji Zabytków „Architektura-Rzeźba-Sztukaterie” z Wrocławia. Zwycięski projekt nie doczekał się realizacji, a od tamtego czasu przy budynku sporadycznie przeprowadzano jedynie prace zabezpieczające. W roku ogłoszenia konkursu przy wejściu do gmachu Lubuski Teatr z Zielonej Góry wystawił Antygonę. W pobliżu teatru odbywały się również inscenizacje historyczne, odtwarzające walki o Głogów w 1945 roku.
Z okazji 200. rocznicy oddania głogowskiego teatru do użytku w 1999 roku w mieście odbyło się kilka znaczących wydarzeń, m.in. sesja rady miejskiej poświęcona dziejom przedstawień teatralnych na Śląsku. Towarzystwo Ziemi Głogowskiej wydało ponadto książkę o dziejach teatru w Głogowie.
W 2014 roku władze miasta ogłosiły konkurs na przygotowanie „koncepcji architektoniczno-urbanistycznych odbudowy i rozbudowy dawnego Teatru Miejskiego na potrzeby szkoły muzycznej w Głogowie wraz z zagospodarowaniem Rynku na Starym Mieście w Głogowie”. W wymaganym warunkami konkursu terminie do podmiotu zamawiającego wpłynęło 17 projektów, z których większość przewidywała odtworzenie zewnętrznych form budynku teatru i wybudowanie w bezpośrednim sąsiedztwie gmachu połączonego z nim modernistycznego obiektu. Zgodnie z ogłoszonymi 5 września 2014 roku wynikami konkursu sąd konkursowy wyróżnił pięć zgłoszonych prac, a autorom czterech z nich przyznał dodatkowo nagrody pieniężne (dwie w wysokości po 20 tysięcy złotych i kolejne dwie wynoszące po 5 tysięcy złotych). Na przestrzeni kolejnych lat żaden z wyróżnionych projektów nie został zrealizowany.
Władze Głogowa przygotowały w końcu własny projekt, który zakładał odbudowanie teatru im. Andreasa Gryphiusa do stanu sprzed II wojny światowej z przeznaczeniem na siedzibę filii Miejskiego Ośrodka Kultury, w której miały być organizowane koncerty i spektakle, a także konferencje. 14 lipca 2017 roku prezydent Głogowa Rafael Rokaszewicz podpisał umowę na realizację odbudowy teatru i należącej do niego kamienicy z prezesem firmy Pre-Fabrykat z Karpacza, Stanisławem Tomkiewiczem, a pod koniec miesiąca rozpoczęły się prace budowlane przy budynku. Na cel odbudowy w budżecie miasta zabezpieczone było 15 milionów złotych, a dodatkowo gmina otrzymała 5 milionów złotych z funduszy unijnych. Podczas prac budowlanych poddano restauracji i konserwacji zachowane elementy oryginalne oraz detale architektoniczne, a także zrekonstruowano nieistniejące elementy oraz tynki na elewacji wschodniej, południowej i północnej wraz z kolorystyką. 9 września 2019 roku nad wejściem odbudowywanego budynku teatru ustawiono przy pomocy dźwigu kopię popiersia Andreasa Gryphiusa (oryginał przetrwał II wojnę światową, lecz w 1959 roku zaginął w niewyjaśnionych okolicznościach). Koszt wykonania kopii wraz z jej montażem wyniósł 50 tysięcy złotych. 21 listopada 2019 roku, w godzinach 12–17 odbudowany teatr udostępniono dla zwiedzających (odwiedziło go wówczas 4,7 tysiąca ludzi), zaś 22 listopada odbyła się uroczystość otwarcia budynku, poprzedzona wystawieniem na jego scenie premierowej sztuki Piast według tekstu patrona teatru Andreasa Gryphiusa, w przekładzie Marcina Błaszkowskiego, w reżyserii Roberta Czechowskiego, z Janem Peszkiem w roli głównej i udziałem aktorów Lubuskiego Teatru oraz amatorskiego głogowskiego Teatru Jednego Mostu. Według ówcześnie dokonanych przez władze miejskie wstępnych wyliczeń utrzymanie budynku miało rocznie kosztować około 900 tysięcy złotych, a roczne dofinansowanie na ten cel dla zarządzającego obiektem Miejskiego Ośrodka Kultury miało wynieść około 600 tysięcy złotych.

## Architektura

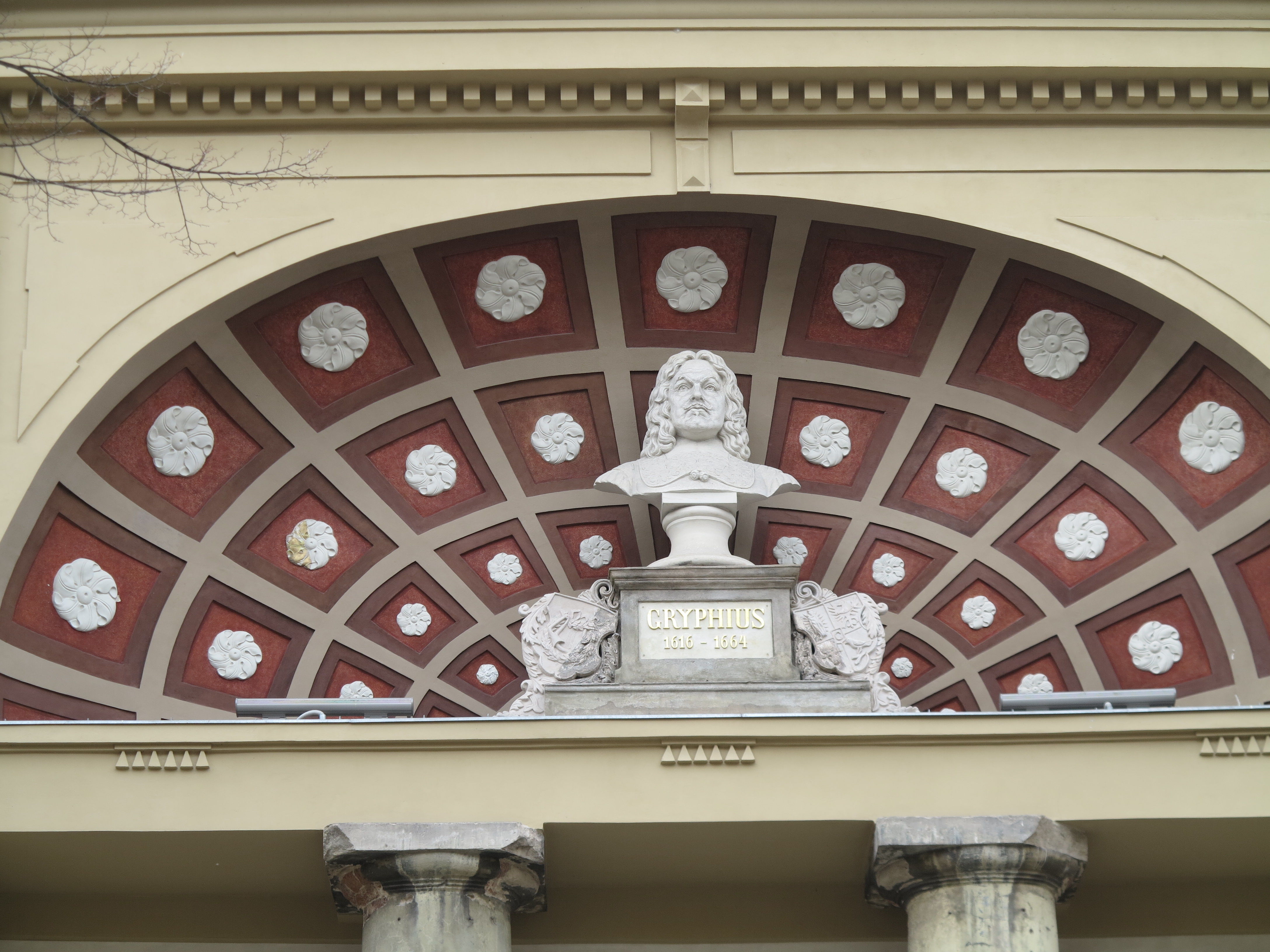
Popiersie Andreasa Gryphiusa na belkowaniu w środkowym ryzalicie fasady frontowej

Teatr im. Andreasa Gryphiusa jest budynkiem zbudowanym na planie prostokąta o wymiarach 50 × 12,5 m. Jego fasady są utrzymane w stylu klasycystycznym. Frontowa fasada wschodnia jest wielobarwna, opracowana strefami: cokół jest w kolorze czerwonym, natomiast kondygnacje piętrowe w szaro-żółtym i brązowym. Jej mocnym akcentem jest środkowy ryzalit z płaszczyzną organizowaną przez wielką niszę ze sklepieniem konchowym, którego podniebienie ma karminowe dekoracje typu kasetonowego ze złoconymi rozetami. Wewnątrz niszy znajdują się dwie kolumny doryckie dźwigające belkowanie. Na belkowaniu jest ustawione ważące 400 kg popiersie Andreasa Gryphiusa z umieszczonym pod nim, składającym się ze złotych liter napisem Gryphius 1616–1664. Poniżej belkowania w powierzchni niszy znajduje się szeroki na 5 m pas fryzu postaciowego z wyobrażeniami antycznych, alegorycznych scen, opiewających radość z uprawiania różnych rodzajów sztuki. W osi ryzalitu środkowego na elewacji zachodniej występują skarpy wzmacniające konstrukcję elewacji.